# Patu kishidai
Patu kishidai is een spinnensoort uit de familie Symphytognathidae. De soort komt voor in Japan.